# Mickaël Szkolnik

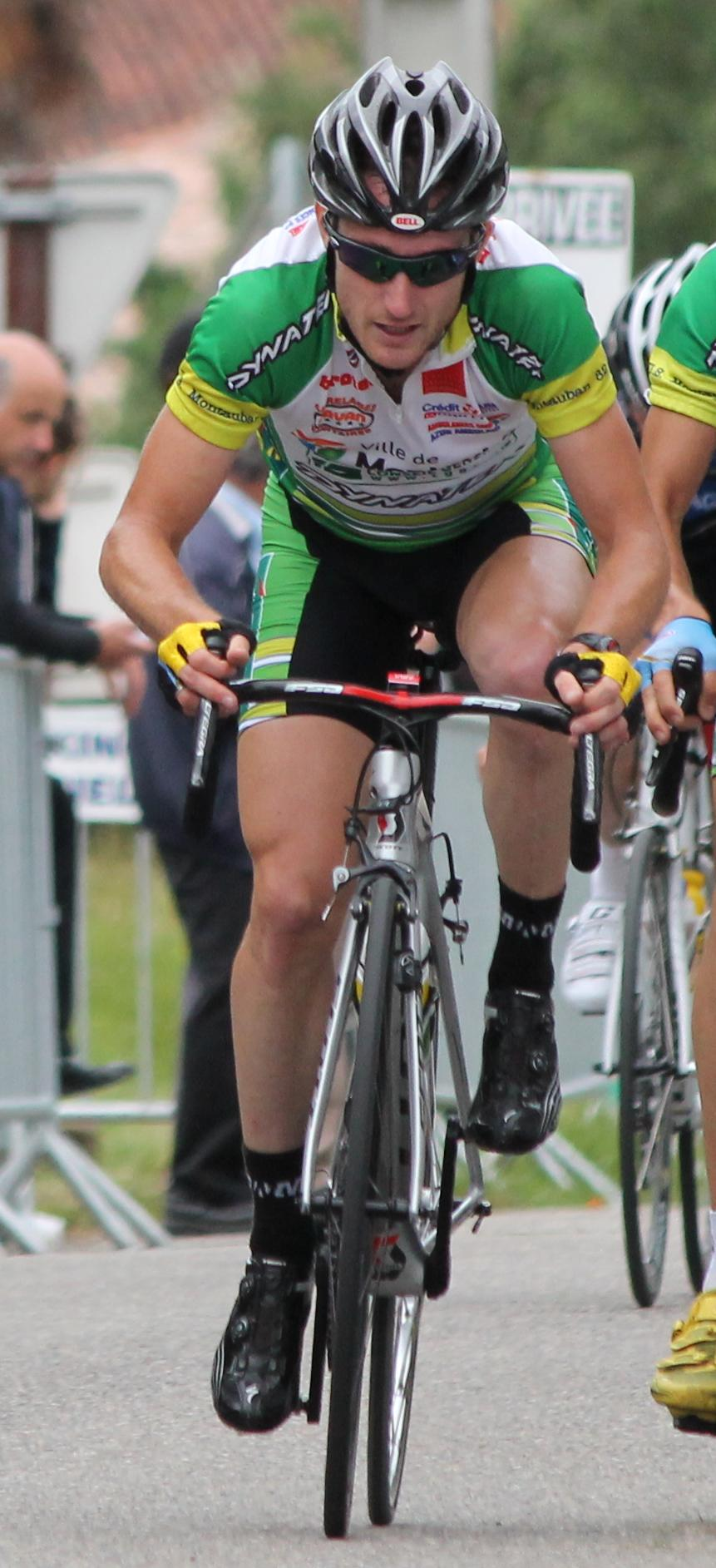
Mickaël Szkolnik

Mickaël Szkolnik (* 22. Oktober 1982) ist ein französischer Radrennfahrer.
Mickaël Szkolnik gewann 2006 ein Teilstück bei dem Etappenrennen Kreiz Breizh Elites. Im nächsten Jahr wurde er jeweils Zweiter beim Grand Prix Souvenir Jean Masse und beim Grand Prix Blangy. In der Saison 2008 wurde Szkolnik Dritter beim Grand Prix Souvenir Jean Masse und bei der Trophée National de Pujols. Bei der Tour de Gironde konnte er zwei Etappen für sich entscheiden.

## Erfolge
2006
- eine Etappe Kreiz Breizh Elites

2008
- zwei Etappen Tour de Gironde
- eine Etappe Kreiz Breizh Elites